# Extra Ecclesiam nulla salus

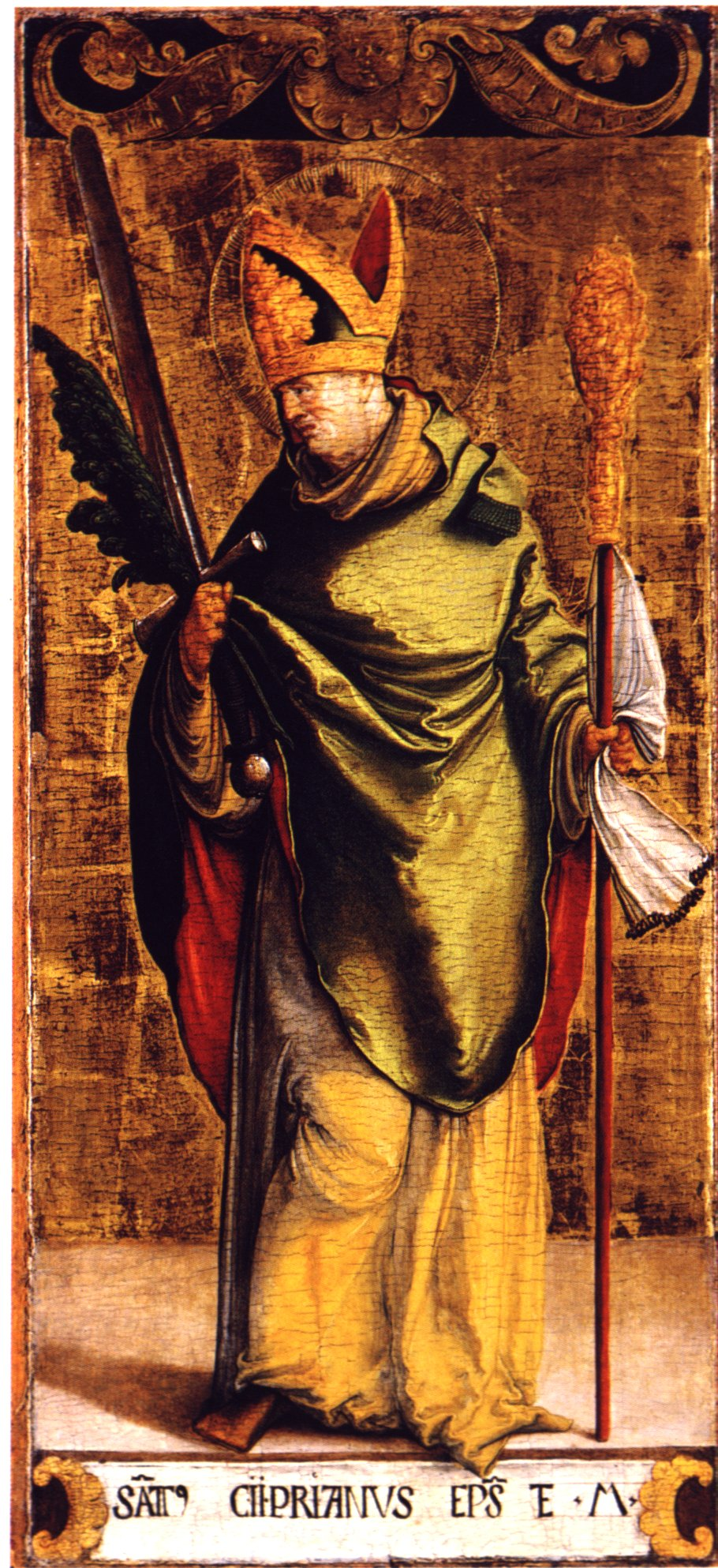
Святий Кипріян, автор формули: Немає спасіння поза Церквою

Extra Ecclesiam nulla salus (Екстра Екклезіам нулла салус; укр. «Поза церквою немає спасіння») — латинська сентенція з патрістичної епохи, яка визначає в християнському відношенні умови досягнення спасіння.
Підставою для роздумів про неможливість порятунку поза церквою є слова Ісуса, які, згідно з Євангелієм від Марка, містилися в його передоповідальній заяві:
|                             | Хто увірує і охриститься, буде спасений; а хто не ввірує засуджений буде. |
| — Євангеліє від Марка 16,16 |                                                                           |